# 크리스 왓슨
존 크리스천 왓슨(영어: John Christian Watson, 1867년 4월 9일~1941년 11월 18일)은 1904년 4월 27일부터 8월 18일까지 오스트레일리아의 세 번째 총리를 역임한 오스트레일리아의 정치인이다. 그는 1901년부터 1907년까지 오스트레일리아 노동당(ALP)의 첫 번째 연방 지도자였으며 총리를 역임한 첫 번째 당원이었다.
왓슨은 칠레 발파라이소에서 독일계 칠레인 선원의 아들로 태어났다. 그는 아일랜드 태생의 어머니가 재혼했을 때 의붓아버지의 성을 따 뉴질랜드 남섬에서 자랐다. 그는 어린 나이에 학교를 떠나 인쇄업에서 작곡가로 일했다. 왓슨은 1886년 시드니로 이주하여 지역 노동 운동에서 두각을 나타냈다. 그는 뉴사우스웨일스주 노동선거연맹을 설립하는 것을 도왔고 1891년 총선에서 당의 선거운동을 지휘했다. 왓슨은 1894년 27세의 나이로 뉴사우스웨일스주 의회 의원으로 당선되었고 빠르게 ALP의 지도적인 인물이 되었다. 그와 대부분의 당원들은 제안된 헌법이 비민주적이라는 이유로 연방에 반대했다.

## 총리직
왓슨이 이끄는 오스트레일리아 노동당은 1903년 연방 선거에서 득표율을 두 배로 늘렸고, 세 정당 모두 거의 같은 의석수를 가지고 있음에도 불구하고 계속해서 힘의 균형을 유지했다. 그러나 1904년 4월 왓슨과 엘프레드 디킨은 조정 및 중재 법안에 관한 산업 관계법의 범위를 주 공무원을 대상으로 연장하는 문제로 의견이 엇갈렸고, 그 여파로 인해 딘은 사임했다. 리드는 취임을 거부했고, 왓슨은 국가적 차원에서 세계 최초의 노동당 정부 수반(앤더슨 도슨은 1899년 12월 퀸즐랜드에서 단명한 노동당 정부를 이끌었다)이 되었고, 진정으로 국가적 차원에서 세계 최초의 사회주의 또는 사회 민주 정부가 되었다. 그는 37세에 불과했으며, 오스트레일리아 역사상 최연소 총리로 남아 있다.

## 패배와 지도자로서의 마지막 해
왓슨은 선거를 치르기 위해 의회의 해산을 요구했지만, 총독 헨리 노스코트 경은 이를 거부했다. 하원의 과반수를 차지할 수 없었던 왓슨은 취임한 지 4개월도 되지 않아 총리직을 사임했고, 1904년 8월 18일 임기가 끝났다(엘프레드 디킨은 이후 유사한 법안으로 패배했다). 조지 리드는 총리가 되었고 4개월 후 그의 정부는 왓슨이 제안한 대로 주 공무원까지 범위를 확대하기로 타협한 후 조정 및 중재 법안을 통과시켰다.
1905년 7월 리드가 의회의 신임을 잃은 후 디킨은 다시 총리가 되었다. 왓슨은 노동당을 1906년 연방 선거로 이끌었고 그들의 지위를 다시 향상시켰다. 이 선거에서 블랜드의 의석은 폐지되었고, 그는 사우스 시드니의 의석으로 이동했다. 그러나 1907년 10월 의회당 설립을 위한 그의 작업이 완료되었음을 인식하고 아내 에이다의 피로와 건강에 대한 우려로 인해 그는 앤드루 피셔를 위해 노동당 지도부를 사임했다.
1906년 8월부터 왓슨은 캔버라의 초기 영향력 있는 후원자였다. 이 곳은 수도가 있는 곳이었다.

## 사망
1941년 11월 18일, 왓슨은 더블베이에 있는 자신의 집에서 74세의 나이로 사망했다.